# アラビア語アルジェリア方言
アラビア語アルジェリア方言（英: Algerian Arabic）は、アラビア語の口語（アーンミーヤ）のひとつで、マグリブ方言に分類される言語。アルジェリア周辺で話されている。ヅィーリー（دزيري / Dziri）、ジュザーイリー（جزائري / Jza’iri）ともいう。
アルジェリア方言を含むマグリブのアーンミーヤは、ベルベル語を基層言語としており、その影響を受けている。また、新語や借用語の多くは、フランス語やスペイン語由来である。

アラビア語の口語（アーンミーヤ）の方言地図